# فرانزیسکا کینز
فرانزیسکا کینز (آلمانی: Franziska Kinz; ۲۱ فوریهٔ ۱۸۹۷ – ۲۶ آوریل ۱۹۸۰) بازیگر اهل اتریش بود.
از فیلم‌ها یا برنامه‌های تلویزیونی که وی در آن نقش داشته‌است می‌توان به دفتر خاطرات دختر گمشده، ویلیام تل، و نورا اشاره کرد.